# Adam Kazimierz Czartoryski
Hoàng tử Adam Kazimierz Czartoryski (1 tháng 12 năm 1734 - 19 tháng 3 năm 1823) là một quý tộc người Ba Lan. Ông đồng thời cũng là một nhà văn, nhà phê bình văn học và sân khấu, nhà ngôn ngữ học, nhà phiêu lưu và chính khách. Ông là một nhà bảo trợ lớn trong lĩnh vực nghệ thuật và là ứng viên thừa kế vương miện của Ba Lan. Sau một quãng thời gian học tập tại Anh, ông trở về nước vào năm 1758 và trở thành thành viên của Sejm (quốc hội), Thái tướng của Podolia và Thống chế của Tổng Liên đoàn Vương quốc Ba Lan.

## Tiểu sử

### Thời trẻ
Ông là con trai của Hoàng tử August Aleksander Czartoryski, Đốc quân của Ruthenian Voivodeship, và Maria Zofia Sieniawska. Ông kết hôn với Izabela Fleming vào ngày 18 tháng 11 năm 1761, tại Wołczyn, Ba Lan.

### Sự nghiệp chính trị

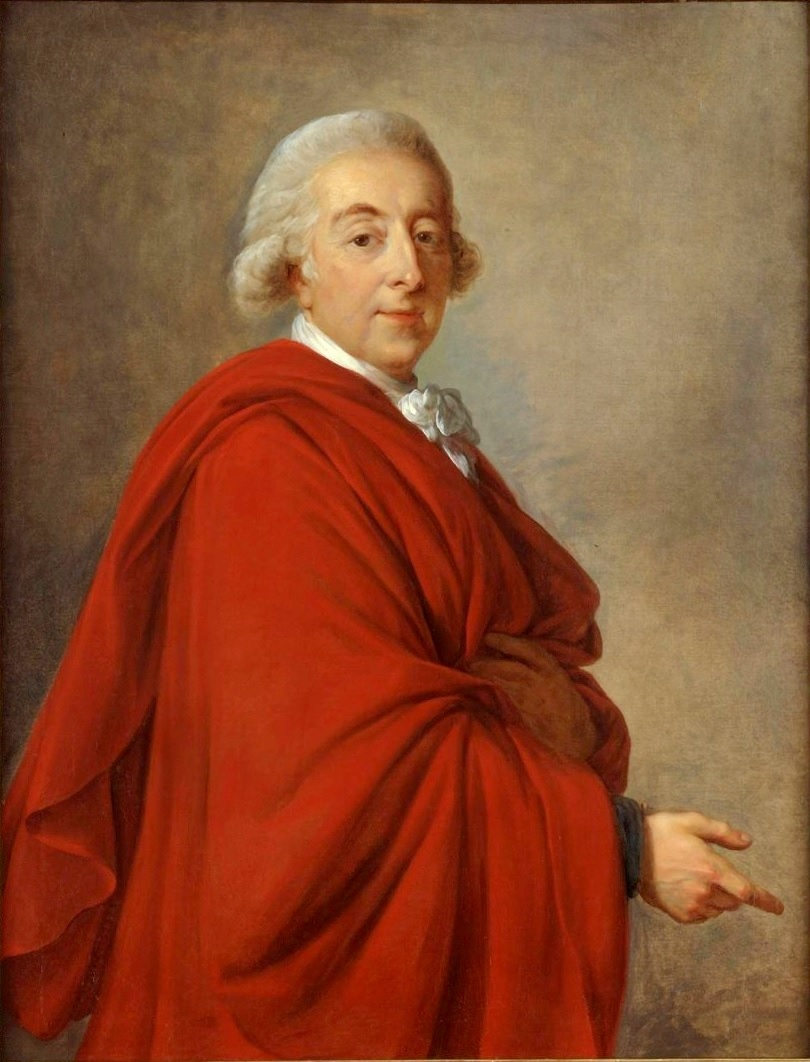
Chân dung vẽ bởi Louise Élisabeth Vigée Le Brun, 1793

Dù là thành viên của Familia, nhưng vào năm 1763, ông đã từ chối trở thành ứng viên thừa kế ngôi vương của Ba Lan mà thay vào đó lựa chọn trở thành người bảo trợ cho nghệ thuật. Ông rút lui và ủng hộ việc Stanisław August Poniatowski lên ngôi. Cùng với vợ, Izabela Czartoryska, ông đã tạo ra một trung tâm quan trọng của đời sống trí thức và chính trị Ba Lan tại Cung điện Czartoryski ở Puławy.
Ông phụng sự từ năm 1758 với tư cách là quân chủ của Podolia. Vào năm 1765, ông trở thành người đồng sáng lập của Monitor, tờ báo định kỳ hàng đầu của thời kỳ Khai sáng Ba Lan. Năm 1766, ông cho tổ chức lại quân đội của Đại công quốc Litva. Năm 1767, ông gia nhập Liên minh Radom. Năm 1768, ông trở thành chỉ huy của Trường Kỵ binh (Quân đoàn Thiếu sinh quân). Năm 1788-1792, ông đại diện cho Lublin tại "Quốc Hội Bốn Năm."
Khi được trở lại bên nhà vua một lần nữa, ông trở thành lãnh đạo của Đảng Ái quốc và là người đồng sáng lập Ủy ban Giáo dục Quốc gia Ba Lan. Ông cũng ủng hộ Hiến pháp Ba Lan ngày 3 tháng 5 năm 1791, và đã được chọn để trở thành người đứng đầu phái đoàn ngoại giao đến Dresden để cố gắng thuyết phục Frederick Augustus III, Tuyển hầu tước bang Sachsen ủng hộ Khối thịnh vượng chung và chấp nhận ngôi vương của nó (sau cái chết của Poniatowski trong tương lai). Khác với nhiều chính trị gia khác, ông từ chối tham gia Liên minh Targowica được thành lập nhằm hạ bệ Hiến pháp.
Ông được trao tặng Huân chương Đại bàng trắng vào ngày 25 tháng 11 năm 1764.
Czartoryski được ủng hộ để làm Thống chế của Hội nghị Sejm chuyển đổi từ ngày 7 tháng 5 đến ngày 23 tháng 6 năm 1764, và của Hội nghị Sejm bất thường từ ngày 26 đến 28 tháng 6 năm 1812, đều được tổ chức tại Warsaw. Do đó, ông trở thành Thống chế của Tổng Liên đoàn Vương quốc Ba Lan.

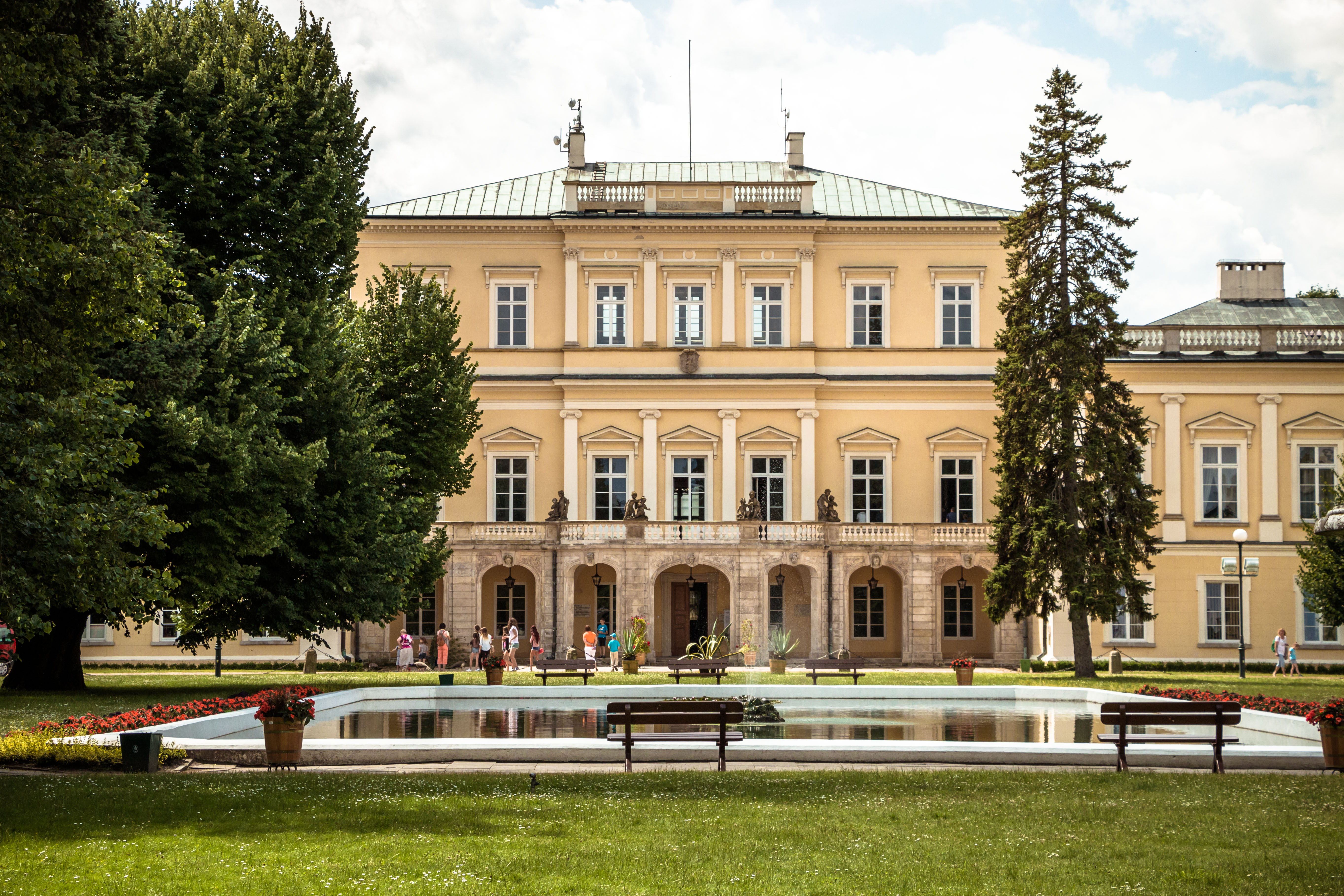
Cung điện Czartoryski tại Puławy

## Tưởng nhớ
Ông là một trong những nhân vật trong bức tranh vẽ năm 1891 của Jan Matejko, Hiến pháp ngày 3 tháng 5 năm 1791.

## Giải thưởng

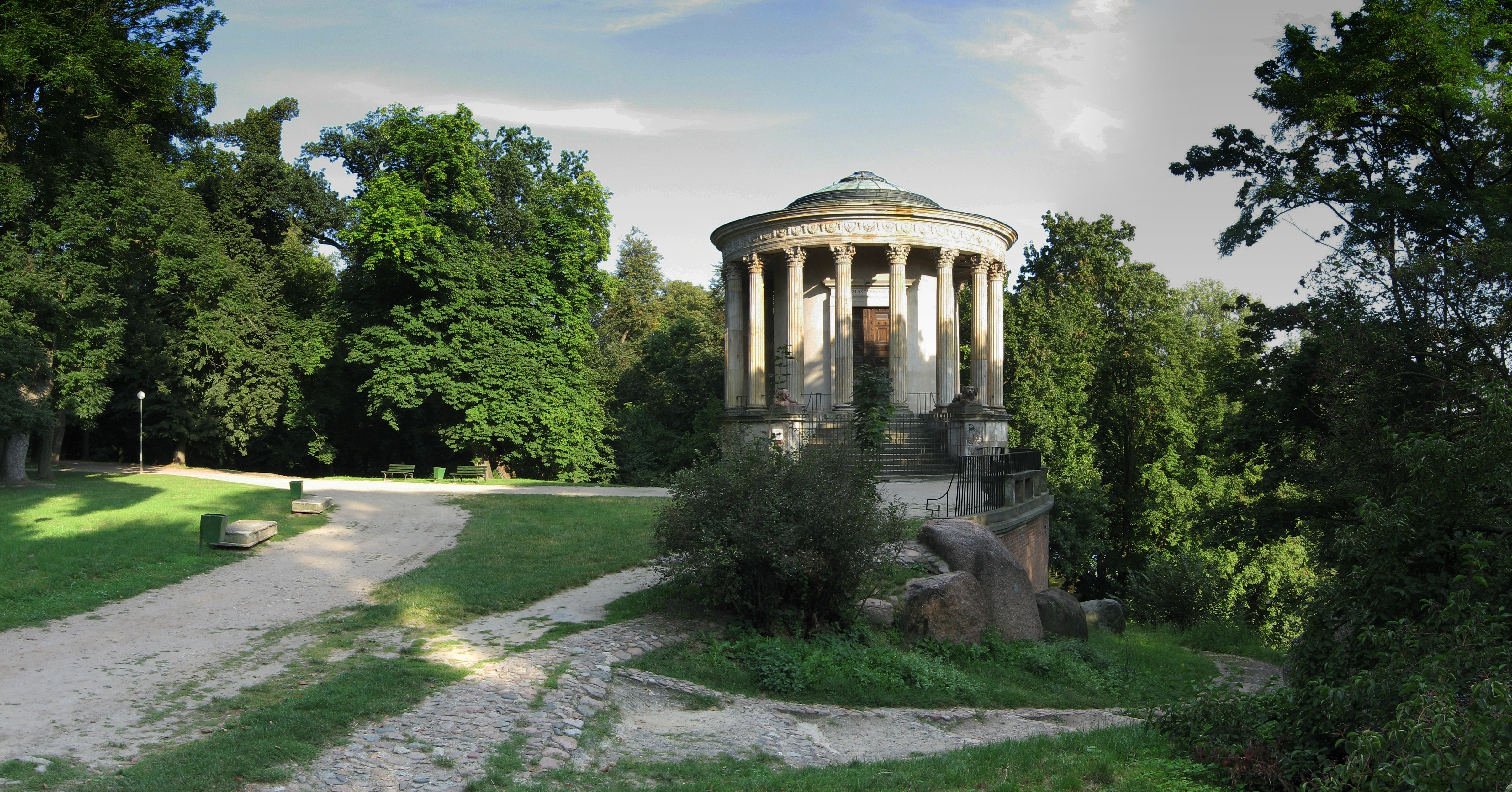
Đền thờ Sibyl, bảo tàng của Izabela Czartoryska tại Puławy

- Huân chương Đại bàng trắng (25 tháng 11 năm 1764)
- Huân chương Thánh Stanislaus
- Huân chương Thánh Anrê (1762)
- Huân chương Thánh Anna
- Huân chương Lông cừu vàng (Áo) (1808)

## Tác phẩm
Czartoryski là tác giả của nhiều vở hài kịch và chính kịch. Ông cũng đã viết một bài tiểu luận phê bình về văn học Ba Lan đương đại với tên Myśli o pismach polskich [Những suy nghĩ về Văn học Ba Lan] (1810).
- Panna na wydaniu (1771).
- Katechizm kadecki (Giáo lý Thiếu sinh quân, 1774).
- Kawa (Cà phê, 1779).
- Myśli o pismach polskich (Suy nghĩ về tác phẩm của người Ba Lan, 1810).